# یک حقیقت ناراحت‌کننده
یک حقیقت ناراحت‌کننده (به انگلیسی: An Inconvenient Truth) نام فیلم مستندی است که در سال ۲۰۰۶ اکران شد و برندهٔ جایزهٔ اسکار بهترین فیلم مستند شد.

## موضوع فیلم
این فیلم مستند به آلوده کردن محیط زیست توسط انسان‌ها می‌پردازد و اینکه انسان چگونه خواسته یا ناخواسته خود را در معرض بزرگترین خطرات قرار می‌دهد بدون اینکه لحظه‌ای به عواقب آن بیندیشد.